# Пунтаренас (футбольний клуб)
Футбольний клуб «Пунтаренас» (ісп. Puntarenas Fútbol Club) — професійний костариканський футбольний клуб із міста Пунтаренас. Клуб був заснований у 2004 році шляхом покупки та переведення франшизи клубу костариканської Примери «Санта-Барбара», щоб провінція Пунтаренас знову мала представництво в найвищому футбольному дивізіоні. Клуб грає у костариканській Примері, яка зі спонсорських міркувань має назву Ліга Промеріка. «Пунтаренас» грає домашні матчі на стадіоні «Естадіо Літо Перес» місткістю 4105 глядачів. У 2006 році клуб виграв Клубний кубок UNCAF, який проводився для клубних команд Центральної Америки.